# Connie Hines
Constance F. Hines (24 de marzo de 1931 en Dedham, Massachusetts - 18 de diciembre de 2009 en Beverly Hills, California) fue una actriz estadounidense, conocida por la serie de televisión Mister Ed.
Hines fue hija de actores. Asistió a secundaria en Dedham High School y graduó en 1948. Después de su divorcio de su primer marido, se mudó a Nueva York. Hines se mudó a California y recibió un papel en Mister Ed. Hacía el papel de Carol, la esposa del arquitecto Wilbur Post (Alan Young), dueño de un caballo que habla. La serie se emitió en CBS de 1961 hasta 1966.
Hines se casó de nuevo en 1970 y se retiró de la farándula. Su segundo esposo, Lee Savin, falleció en 1995. Hines fue anfitriona de un programa sobre rescates de animales, y escribió un capítulo de un libro de Alan Young.
Hines murió de complicaciones de problemas cardiacos.